# Villeny
Villeny – miejscowość i gmina we Francji, w Regionie Centralnym, w departamencie Loir-et-Cher.
Według danych na rok 1990 gminę zamieszkiwały 324 osoby, a gęstość zaludnienia wynosiła 10 osób/km² (wśród 1842 gmin Regionu Centralnego Villeny plasuje się na 820. miejscu pod względem liczby ludności, natomiast pod względem powierzchni na miejscu 300.).